# Adonissalmler
Der Adonissalmler (Lepidarchus adonis) ist ein nur 2 Zentimeter großer Süßwasserfisch aus der Ordnung der Salmlerartigen.

## Biologie
Adonissalmler erreichen eine Körperlänge von bis zu 2 cm. Adonissalmler zeigen einen Sexualdimorphismus. Die männlichen Tiere tragen auf der hinteren Körperhälfte und der Schwanzflosse purpurfarbene Flecken, während die Weibchen nahezu durchsichtig wirken.
Der Adonissalmler kommt in kleinen Küstenseen Ghanas und der Elfenbeinküste (Côte d’Ivoire) vor. Er lebt in Gewässern, die einen leicht sauren pH-Wert aufweisen und Wassertemperaturen von 22 bis 28 °C.
Adomissalmler sind friedfertige Schwarmfische, sie treten in Verbänden ab etwa 10 Tieren auf.
Der Adonissalmler ist ein typischer Freilaicher, das heißt, er gibt im Gegensatz zu den Schaumnestbauern oder den Maulbrütern seine Eier einfach ins freie Wasser ab. Die Larven schlüpfen schon nach 36 Stunden, schwimmen aber erst nach einer Woche frei.

## Systematik
Der Adonissalmler ist bislang der einzige bekannte Vertreter der Gattung Lepidarchus. Es werden zwei Unterarten unterschieden: Lepidarchus adonis adonis und Lepidarchus adonis signifer.
Seinen Namen verdankt der Adonissalmler einerseits seiner Zugehörigkeit zur Ordnung der Salmler oder Salmlerartigen und anderseits seinem zierlichen Aussehen. Adonis ist griechisch, von semitisch Adon, „Herr“, und ist ab dem 19. Jahrhundert poetischer Inbegriff für einen schönen Mann. Der wissenschaftliche Gattungsname setzt sich zusammen aus den altgriechischen Begriffen λεπίς lepís, deutsch ‚Schuppe‘ und ἀρχός archos, deutsch ‚After‘. Im englischen Sprachraum ist der Adonissalmler als Adonis tetra, Adonis charcin, Jellybean tetra oder einfach Adonis bekannt.

## Aquaristik
Die zierlichen Tiere eignen sich durchaus zur Haltung in Aquarien, sollten jedoch nur mit ähnlich kleinen Fischen vergesellschaftet werden. Sie zählen zu den kleinsten Aquarienfischen. In Deutschland wurden sie 1969 zum ersten Mal als Aquarienfische eingeführt. Die Haltung des Fisches ist recht anspruchsvoll, er ist nichts für Anfänger in der Aquaristik, weil er bezüglich der Wasserqualität hohe Ansprüche stellt. Der Adonissalmler hält sich überwiegend im unteren Teil des Beckens auf. Adonissalmler sind Carnivoren. Sie können mit feinstem Lebendfutter, frisch geschlüpften Nauplien vom Salinenkrebs, aber auch mit feinem Flockenfutter gefüttert werden.
Die Zucht des Adonissalmlers ist relativ einfach, bringt allerdings nur wenig Jungfische. Zur Zucht muss die Wasserhärte weiter auf 2 °dGH abgesenkt werden, die Wassertemperatur sollte zwischen 24 und 26 °C betragen. Die Weibchen laichen zwischen möglichst feinen Pflanzen. Die Jungen müssen eine Woche nach dem Schlüpfen mit feinstem Lebendfutter gefüttert werden. Der Aufzuchtbehälter ist mit Ausnahme der Futterecke abzudunkeln.